# Cantonul Créteil-Ouest
Cantonul Créteil-Ouest este un canton din arondismentul Créteil, departamentul Val-de-Marne, regiunea Île-de-France, Franța.

## Comune
| Comune                   | Populație (1999) | Cod poștal | Cod INSEE |
| ------------------------ | ---------------- | ---------- | --------- |
| Créteil, commune entière | 82 154           | 94 000     | 94 028    |